# Малопольская провинция

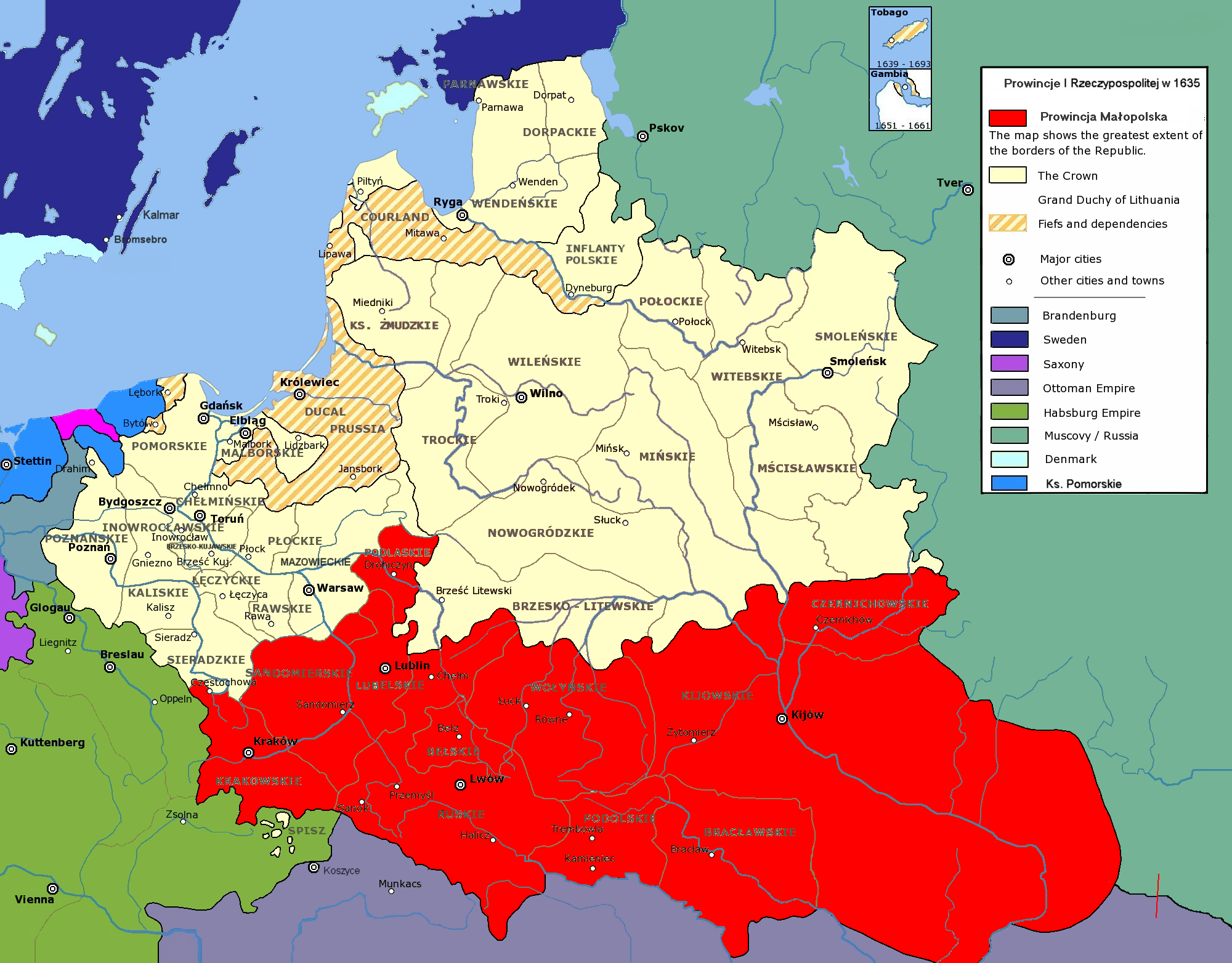
Малопольская провинция на карте Речи Посполитой. 1635

Малопольская провинция на карте Речи Посполитой (1619).

Малопольская провинция (пол. Prowincja małopolska) — административно-территориальная единица (провинция) Королевства Польского и Короны Польской в Речи Посполитой.
Всего было три провинции — Великопольская, Малопольская и Литва.

## История
Провинция существовала с XIV века. Возникла на основе Малопольского княжества со столицей в Кракове. Провинция объединяла территории Малой Польши, Руси, а также земли Войска Запорожского, Севежского княжества и Спишского комитата. До 1667 года состояла из 11 воеводств. Главный город — Краков, резиденция генерального старосты Малой Польши. Ликвидирована в 1795 во время третьего раздела Речи Посполитой.

## Воеводства и княжества
| Герб | Воеводство              | Воеводский город   | Образование | Число поветов | Территория, км² |
| ---- | ----------------------- | ------------------ | ----------- | ------------- | --------------- |
|      | Белзское воеводство     | Белз               | 1462        | 4             | 9000            |
|      | Брацлавское воеводство  | Брацлав            | 1569        | 2             | 31 500          |
|      | Волынское воеводство    | Луцк               | 1569        | 3             | 38 000          |
|      | Киевское воеводство     | Киев               | 1471        | 3             | 200 000         |
|      | Краковское воеводство   | Краков             | XIV век     | 4             | 17 500          |
|      | Люблинское воеводство   | Люблин             | 1474        | 3             | 10 000          |
|      | Подляшское воеводство   | Дрогичин           | 1513        | 3             |                 |
|      | Подольское воеводство   | Каменец-Подольский | 1434        | 3             | 17 750          |
|      | Русское воеводство      | Львов              | 1434        | 13            | 83 000          |
|      | Сандомирское воеводство | Сандомир           | XIV век     | 6             | 24 000          |
|      | Черниговское воеводство | Чернигов           | 1635        | 2             |                 |